# Stazione di Santuario Incoronata
La stazione di Santuario Incoronata è una fermata ferroviaria posta sulla linea Foggia-Potenza. Serve il Santuario della Madonna Incoronata, nel territorio comunale di Foggia.

## Storia
La fermata venne attivata il 1º novembre 1925.